# Política comparada
La política comparada és un subcamp de la Ciència Política, caracteritzada per una aproximació empírica basada en el «mètode comparatiu». De fet, la política comparada no té un focus substantiu en si mateixa, sinó més aviat un de metodològic: s'enfoca en el com, però no especifica el què de l'anàlisi. La política comparada no és definida per l'objecte que estudia, sinó més aviat pel mètode que aplica a l'estudi de fenòmens polítics. Quan s'aplica a camps específics d'estudi, la política comparada pot prendre altres noms, com ara Govern comparatiu (l'estudi comparatiu de formes de govern) o Política exterior comparada (que compara la política exterior de diferents estats per establir connexions empíriques generals entre les característiques de l'Estat i les característiques de la seva política exterior).

## El mètode comparatiu
Juntament amb el mètode empíric, el mètode estadístic i l'estudi de cas, el mètode comparatiu és un dels mètodes científics fonamentals que pot ser usat per provar la validesa de proposicions empíriques generals, és a dir, per establir relacions empíriques entre dues o més variables mentre totes les altres variables es mantenen constants. En particular, el mètode comparatiu és generalment usat quan ni el mètode experimental ni l'estadístic poden ser emprats: d'una banda, només rarament poden ser conduïts experiments en ciència política; d'altra banda, el mètode estadístic implica la manipulació matemàtica de dades quantitatives sobre un gran nombre de casos, mentre que la investigació política algunes vegades ha de ser conduïda analitzant el comportament de variables qualitatives en un petit nombre de casos. Cal tenir en compte, però, com escriu Lijphart, que els mètodes experimental i estadístic comparteixen la mateixa lògica amb el mètode comparatiu: tots impliquen una comparació entre casos que difereixen en la variable que és estudiada, mentre roman idèntica en totes les altres variables possibles. L'aproximació d'estudi de cas no pot ser considerada un mètode científic d'acord amb la definició anterior, però, pot servir per guanyar coneixement sobre casos singulars, els mateixos que poden ser posats en comparació d'acord amb el mètode comparatiu.

## Estratègies comparatives[5]
Diverses estratègies diferents poden ser usades en la investigació comparativa.
- El mètode de la diferència de Mill: Consisteix a comparar diversos casos similars que només difereixen en la variable dependent. S'hi assumeix que això farà més fàcil trobar aquelles variables independents que expliquen la presència o absència de la variable dependent.
- El mètode de semblança de Mill: Consisteix a comparar diversos casos diferents, tots els quals tenen en comú la mateixa variable dependent, pel que qualsevol altra circumstància que sigui present en tots els casos poden ser considerats com la variable independent.